# Perseu (matemàtic)
Perseu va ser un matemàtic grec del segle ii aC que va estudiar les seccions espìriques, com Apol·loni de Perga va estudiar les còniques.

Seccions espíriques.

Les seccions espíriques, són les corbes obtingudes en un pla que interseca un tor perpendicular al seu eix de rotació, per això també se les anomena seccions tòriques.
L'únic coneixement que tenim de l'obra d'aquest matemàtic, són les referències que en fa Procle en el seu Comentari al primer llibre dels Elements d'Euclides.